# 廉想渉
廉 想渉（れん そうしょう、ヨム・サンソプ、1897年8月30日 - 1963年3月14日）は、朝鮮の小説家、言論人。本貫は坡州廉氏。本名は尚燮、号は横歩。8人兄弟の3番目に生まれた。朝鮮文学に初めて自然主義という語を植え付け、朝鮮の自然主義文学の祖となった。

## 年譜
- 1897年8月30日、漢城（現：ソウル）の鍾路区積善洞に生まれる。
- 1907年9月、官立師範附属普通学校に入る。
- 1909年、普成小学校に移る。
- 1911年、普成中学校入学
- 1912年9月、渡日。
- 1913年4月、東京の麻布中学校2年に編入学。
- 1914年1月、麻布中学校を中退して聖学院中学校3年に編入。
- 1915年9月、聖学院中学校を中退。
- 1915年9月、京都府立第二中学校（現：京都府立鳥羽高等学校）3年に編入学。
- 1918年3月、京都府立第二中学校卒業。
- 1918年4月、慶應義塾大学部文科予科に入学。
- 1918年10月、病気により慶應義塾中退。
- 1919年3月19日、大阪天王寺公園で独立運動の檄文を撒き、出版法違反で検挙される。一審で10ヶ月の禁固刑の判決が下るが、二審で無罪となり6月10日に釈放。
- 1920年2月、創刊準備中の東亜日報社の政治部記者として、東京で取材活動。
- 1920年3月、朝鮮に帰国。
- 1920年9月、五山学校の教員となり、日本語と作文の講義をおこなう。
- 1921年7月、五山学校を辞職し京城（現：ソウル）に帰る。
- 1923年9月、週刊誌『東明』の編集長になる。
- 1925年、『時代日報』の社会部長を務める。
- 1929年5月、金英玉と結婚。
- 1929年、『朝鮮日報』の学芸部長を務める。
- 1931年、長男、在瑢が生まれる。
- 1933年、長女、喜瑢が生まれる。
- 1935年、『毎日申報』に移る。
- 1936年、満州の長春で『満鮮日報』の主筆兼編集局長になる。
- 1938年、次女、喜英が生まれる。
- 1938年、満州の安東に一家で移り、大東港建設局の広報担当を務める。
- 1942年、次男、在玹が生まれる。
- 1946年9月、ソウルに戻る。『京郷新聞』の創刊で編集局長に就任する。
- 1950年、海軍本部政訓監室で勤務。1953年に除隊。
- 1954年、ソラボル芸術大学の初代学長を務める。
- 1963年3月14日、ソウル市城北区城北洞145-52号の自宅にて盲腸ガンで他界。

## 作品一覧
- 標本室の青ガエル（1921年）
- 二心（1921年）
- 暗野（1922年）
- 愛と罪（1922年）
- 死と影（1922年）
- ヒマワリ（1923年、後に「新婚期」に改題）
- 万歳前（1923年、後に「墓地」に改題）、白川豊訳『万歳前』勉誠出版（2003年12月）
- 飯（1924年）
- 小さなお仕事（1924年）
- 忘れえぬ者ども（1924年）
- 金半指（1924年）
- 電話（1925年）
- 輪転機（1925年）
- 孤独（1925年）
- 狂奔（1930年）
- 三代（1931年）
- 無花果（1932年）
- 牡丹の花咲く頃（1934年）
- 不連続線（1935年）
- 解放の子ども（1946年）
- 曉風（1947年）
- 두 破産（1947年）
- 絆（1947年）
- 令監家僧と乭釗（1947年）
- 臨終（1948年）
- 曉風（1948年）
- 一代の遺業（1948年）
- 採石場の少年（1949年）
- 暖流（1950年）
- ハコ部屋求む（1951年）
- 비스켙과 手榴彈（1951年）
- 驟雨（1952年）
- 紅焰（1953年）
- 終の棲家の風景（1954年）
- 追悼（1954年）
- 脅威（1954年）
- 未亡人（1954年）
- 夫婦（1955年）
- 地平線（1955年）
- 후덧침（1956年）
- 吠えざる犬（1956年）
- 母（1956年）
- 父性愛（1956年）
- 跡（1956年）
- 若い世代（1956年）
- ダンス（1957年）
- 死線（1957年）
- 絶穀（1958年）